# Чемберліташ

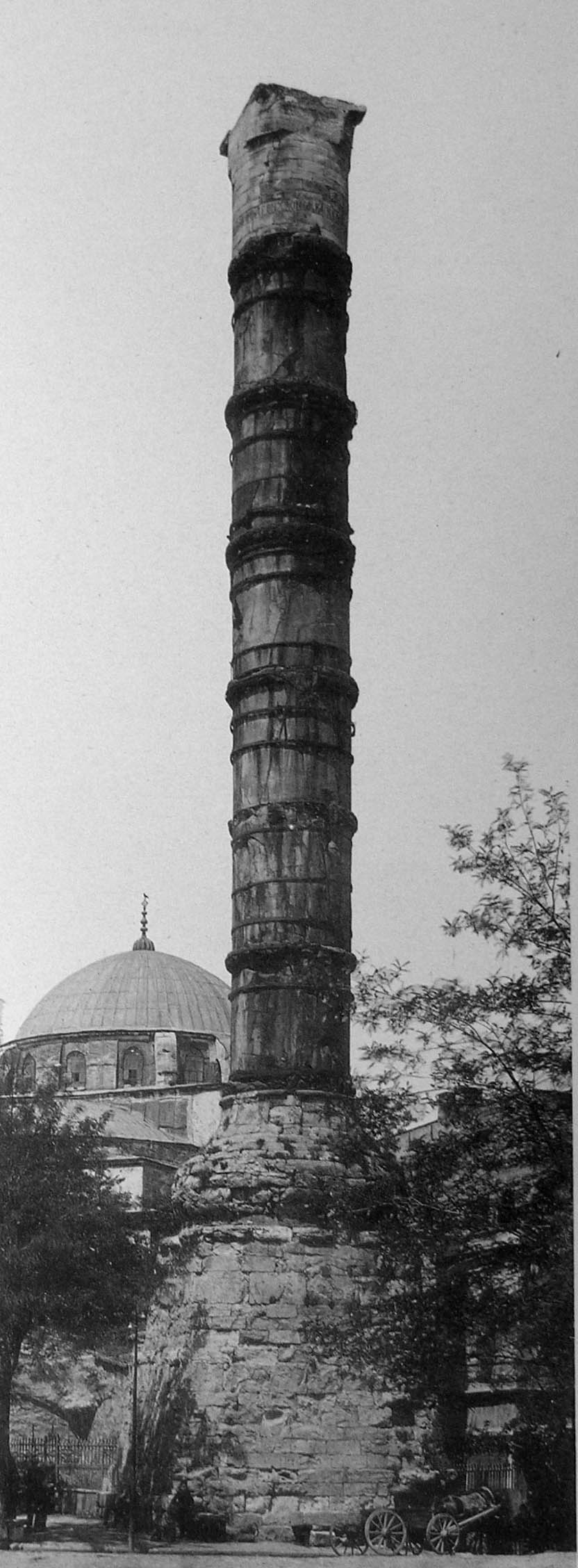
Колона Костянтина

Чемберліташ (тур. Çemberlitaş) — квартал району Фатіх у європейській частині Стамбулу. Названий на честь монументальної Колони Костянтина 330 року, назва якої в перекладі з турецької буквально значить «оперезена колона». Окрім Колони Костянтина, що є найвизначнішою пам'яткою кварталу, в ньому розташовані мечеть Нуросманіє та центральні ворота Гранд-Базару.